# Rosel
Rosel es una comuna francesa situada en el departamento de Calvados, en la región de Normandía.

## Demografía
| 258 | 280 | 317 | 373 | 543 | 558 | 535 |
| Para los censos de 1962 a 1999 la población legal corresponde a la población sin duplicidades (Fuente: INSEE [Consultar]) |     |     |     |     |     |     |